# Robert Van Deynse
Robert Van Deynse (Adegem, 29 november 1927 - Brugge, 19 mei 1996) was een Vlaams schrijver van romans. Deze in Ursel wonende auteur werd geboren als zoon van een staatsambtenaar, zelf was hij inspecteur bij de Christelijke Mutualiteit. Daarnaast was hij sinds 1958 schrijver van enkele boeken, die telkens werden uitgegeven bij het Davidsfonds.